# Radwa Ashour
Radwa Ashour (tiếng Ả Rập: رضوى عاشور; 26 tháng 5 năm 1946 – 30 tháng 11 năm 2014) là một tiểu thuyết gia người Ai Cập.

## Đời sống
Ashour được sinh ra ở El-Manial. Bà tốt nghiệp Đại học Cairo với bằng cử nhân năm 1967. Năm 1972, bà nhận bằng Thạc sĩ Văn học toàn diện từ cùng một trường đại học. Năm 1975, Ashour tốt nghiệp Đại học Massachusetts Amherst với bằng tiến sĩ Văn học Mỹ gốc Phi. Luận án của bà có tựa đề: Cuộc tìm kiếm thi pháp Đen: một nghiên cứu về các tác phẩm phê bình của người Mỹ gốc Phi . Trong khi đang theo học bằng tiến sĩ, Ashour được nhận xét là ứng cử viên tiến sĩ đầu tiên bằng tiếng Anh, người đã nghiên cứu văn học của người Mỹ gốc Phi . Bà giảng dạy tại Đại học Ain Shams, Cairo. Từ năm 1969 đến 1980, Ashour chủ yếu tập trung vào việc học, nuôi dạy con trai và đóng vai trò là một nhà hoạt động. Bà kết hôn với nhà thơ Palestine Mourid Barghouti vào năm 1970. Bà sinh con trai, nhà thơ Tamim al-Barghouti, vào năm 1977. Cùng năm đó, chồng của Ashour, Mourid Barghouthi bị trục xuất từ Ai Cập đến Hungary. Khi bà và con trai ở lại Cairo, họ thường đến Mourid .
Ashour qua đời vào ngày 30 tháng 11 năm 2014 sau nhiều tháng gặp vấn đề sức khỏe lâu dài.

## Tưởng nhớ
Vào ngày 26 tháng 5 năm 2018, Google Doodle đã kỷ niệm sinh nhật lần thứ 72 của Radwa Ashour.

## Tác phẩm

### Là biên tập viên
- Encyclopaedia of Arab Women Writers, 1873 – 1999. American University in Cairo Press. 2008. ISBN 978-977-416-146-9.

## Giải thưởng
- Năm 1994, Granada Trilogy đã giành giải thưởng năm của Hội chợ sách quốc tế Cairo [9].
- Năm 1995, Granada Trilogy đã giành giải thưởng của Hội chợ sách dành cho phụ nữ Ả Rập đầu tiên ở Cairo.
- Năm 2007, Ashour đã giành giải thưởng Constantine Cavafy cho Văn học [10].
- Năm 2011, Ashour đã giành giải thưởng Owais.

## Bản dịch tác phẩm của Ashour
- Granada Trilogy đã được dịch sang tiếng Tây Ban Nha và tiếng Anh [9].
- Siraj đã được dịch sang tiếng Anh.
- Atyaaf đã được dịch sang tiếng Ý.
- Bà có một số truyện ngắn được xuất bản bằng tiếng Anh, tiếng Pháp, tiếng Ý, tiếng Đức và tiếng Tây Ban Nha.

## liên kết ngoài
- Githa Hariharan trong cuộc trò chuyện với Radwa Ashour và Ahdaf Souief, Newsclick, ngày 6 tháng 4 năm 2010
- "Radwa Ashour: Như một sự chuẩn bị từ lâu", Al Ahram, Youssef Rakha, 27 tháng 1 - 2 tháng 2 năm 2000
- Guy Mannes-Abbott (ngày 10 tháng 1 năm 2011). "Spectres, By Radwa Ashour". The Independent.
- Viết, dạy, sống: Tiểu thuyết gia Ai Cập Radwa Ashour, Văn học Ả Rập, 19 tháng 3 năm 2011